# Верещагін Борис Романович
Борис Романович Верещагін (народився 11 травня 1950 року, Київ) — музикознавець, композитор, видавець, музично-громадський діяч. Брат Верещагіної Алли Романівни.
Заслужений діяч мистецтв України (2004). 

## Життєпис
Верещагін Борис Романович народився 11 травня 1950 року в Києві в родині відомого композитора і педагога уродженця Сумщини Р. І.Верещагіна.
Навчався в Київському музичному училищі імені Р. М. Глієра, закінчив історико-теоретичний факультет (клас професора І. А. Котляревського) та факультативний курс композиції по класу професора А. П. Коломійця Київської державної консерваторії імені П. І.Чайковського (1974).
Служив в армії.
Трудову діяльність розпочинав редактором  редакції інструментальної музики видавництва "Музична Україна". Працював головним редактором, директором видавництва "Музична Україна" (1987-1999).
Працював заступником генерального директора Національного палацу "Україна" (1999 -2005).
Працював в Секретаріаті Кабінету Міністрів України.
Сестра Верещагіна Алла Романівна (30.04.1939) — хоровий диригент, педагог, Заслужений діяч мистецтв України, брат Ярослав Романович — композитор (1948-1999).

## Творча діяльність
Автор багатьох статей, рецензій з питань музикознавства, розвитку музичної культури, державної культурної політики, творчості українських композиторів та виконавців, музично-естетичного виховання молоді, культурології, ряду літературно-музичних сценаріїв, радіопередач.
У творчому доробку твори для фортепіано, скрипки, флейти, кларнета, бандури, цимбалів; хори, романси, твори для тріо бандуристок (серед них "Журавка" на сл. Б. Чіпа, "Чом калина похилилась"), твори для дітей (у т.ч. збірка фортепіанних п’єс "Спогади про дитинство"), обробки українських народних пісень для голосу у супроводі оркестру народних інструментів (зокрема, "Ой у лузі червона калина"), для голосу у супроводі фортепіано. 
Автор пісень на тексти О. Олеся, А. Драгомирецького, Б. Чіпа, В. Морданя, В. Черепкова, О. Мороза, М. Салай-Пак, О. Берези, Б. Верещагіна та ін. (Зокрема, "Українське військо, мов з могили встало", "Жінка дощу", пісня-романс "Не відлітай..." (присвячена пам’яті золотого баса України М. Шопши), дитячих пісень (поміж них "Моя Україна" на сл. Н. Лебідь, "Хутчій на лижі" на сл. В. Морданя).
Як видавець здійснив випуск першого видання Державного гімну України, багатьох актуальних видань світового та вітчизняного музичного мистецтва. Серед них, зокрема, повного зібрання творів Л. Ревуцького та Б. Лятошинського, духовних творів Д. Бортнянського, М. Березовського, А. Веделя, М. Лисенка, М. Леонтовича, К. Стеценка, заборонених раніше видань М. Лисенка, О. Воропая, П. Маценка, З. Лиська, О. Кошиця, С. Воробкевича, Г. Хоткевича, М. Гайворонського, В. Верховинця, В. Барвінського, Г. Китастого, В. Ємця, П. Потапенка, В. Кіпи та ін.
Започаткував серію регіональних фольклорних видань "Золоті ключі": "Пісні Буковини", "Пісні Сумщини", "Пісні Тернопільщини", "Пісні Львівщини", "Пісні Черкащини", "Пісні Чернігівщини" та ін.
Упорядкував ряд збірок для фортепіано, романсів, вокально-хорових творів, пісень, зокрема: "Поліфонічні твори українських композиторів для фортепіано" (кілька випусків), "Вокальні твори українських композиторів" (кілька випусків), "Популярні твори для фортепіано" (кілька випусків), "Твори для фортепіано молодих українських композиторів" та ін. 
Здійснив редагування багатьох симфонічних, камерно-інструментальних творів світової та вітчизняної музики.

## Громадська діяльність
Входив до складу творчої групи (державної комісії) з підготовки музичної редакції Державного Гімну України.
Член Національної спілки театральних діячів України та Національної хореографічної спілки України.

## Нагороди й відзнаки
- 1982 — Медаль «В пам'ять 1500-річчя Києва»
- 2004 — Заслужений  діяч мистецтв України

Нагороджений Грамотою Верховної Ради України, Почесними грамотами Кабінету Міністрів України, Міністерства культури України, Міністерства освіти України.